# Dwight W. Burney
Dwight Willard Burney, född 7 januari 1892 i Hartington, Nebraska, död 10 mars 1987 i Hartington, Nebraska, var en amerikansk republikansk politiker. Han var den 30:e guvernören i delstaten Nebraska 1960–1961.
Burney studerade vid University of South Dakota. Mellan 1945 och 1957 var han ledamot av Nebraskas unikamerala lagstiftande församling. Som viceguvernör i Nebraska tjänstgjorde han 1957–1960 och 1961–1965. Guvernör Ralph G. Brooks avled 1960 i ämbetet och efterträddes av Burney. År 1961 återvände Burney till viceguvernörsämbetet och efterträddes som guvernör av Frank B. Morrison.
Frimuraren Burney avled 1987 95 år gammal och gravsattes på Hartington Cemetery.